# گروهی از زنان
گروهی از زنان (انگلیسی: Groupe de femmes) مجسمه‌ای است گچی اثر هنرمند پیشرو مجارستانی، یوژف چاکی در سبک کوبیسم که در ۱۹۱۲ ساخته شده است. از این اثر، تنها تصویری در آلبوم خانوادگی هنرمند وجود داشت که حضور دو زن را در کنار هم نمایش می‌داد. از این رو پیش‌تر نام این اثر دو زن بود. پس از پیدا شدن تصویری از زاویه‌ای دیگر، مشخص شد که بیشتر از دو زن در مجسمه وجود دارند و از آن پس، گروهی از زنان خوانده شد. محل نگهداری اثر، نامشخص است و ازبین‌رفته تلقی می‌شود.